# Акташкасы
Акташкасы́ (чув. Акташкасси) — деревня в Цивильском районе Чувашской Республики. Входит в состав Булдеевского сельского поселения.

## География
Находится в северной части Чувашии на расстоянии приблизительно 7 км на восток-северо-восток по прямой от районного центра города Цивильск.

## История
Известна с 1858 года, когда в ней было 88 жителей. В 1897 году было учтено 148 жителей, в 1926 — 42 двора, 198 жителей, в 1939—188 жителей, 1979—137. В 2002 году 40 дворов, в 2010 — 41 домохозяйство. В период коллективизации был образован колхоз «Красный плуг», в 2010 году работало ООО «Водолей».

## Население
Постоянное население составляло 122 человека (чуваши 99 %) в 2002 году, 117 в 2010.